# Herbaren II van der Lede
Herbaren II van der Lede (Langerak ca. 1205 – voor 1258) was heer van Ter Leede en vanaf 1234 heer van Arkel (Arcelo) en het omringende land. Hij wordt op de volgende manieren genoemd; Herbaren II van der Leede (Herbertus, Harbertus; De Leide, De Leda, De Ledhe, Van der Lede) in diverse kronieken.
Hij was een zoon van Floris Herbaren van der Lede, die de heerlijkheid Lede bezat (nabij het hedendaagse Leerdam).
Herbaren ging zich tussen 1243 en 1253 heer van Arkel noemen en liet zijn domein Ter Leede na aan zijn jongere broer Jan. Hiermee werd Herbaren de stamvader van het huis Arkel.
In 1227 wordt Herbaren geridderd (wordt genoemd onder de 'Nobilis'), en neemt met de Utrechtse bisschop Otto van Lippe deel aan de Slag bij Ane, de slag verloopt dramatisch maar Herbaren weet te ontkomen. In 1230 krijgt hij het leengoed Heukelom toegewezen en werd hij ook genoemd als heer van Liesveld en Nieuwpoort. In 1251 is hij betrokken bij ontginningswerk in de Alblasserwaard
en Krimpenerwaard om het land van Arkel uit te breiden.
Herbaren huwde met Aleid of Alveradis van Heusden of Mabelia van Cuyk (hij is mogelijk meerdere keren getrouwd geweest) en zij kregen de volgende kinderen:
- Jan van Arkel (ca. 1233 – Gorinchem, 15 mei 1272) heer van Arkel vanaf 1253 tot 1272
- Herbaren, heer van den Berghe
- Otto I van Arkel (1254-1283), heer van Heukelom en Asperen. Hij trouwde met een vrouw uit het geslacht Van Heusden. Uit zijn huwelijk zijn meerdere kinderen geboren, onder wie:
  - Bertha van Arkel (1265-25 februari 1322). Zij is begraven in St. Nicolaaskerk te IJsselstein. Zij trouwde in 1285 met Gijsbrecht IV van Amstel, heer van IJsselstein en Benschop. Hij was een zoon van Arnoud van Amstel (1230-1290), heer van Benschop, Polsbroek en IJsselstein.
  - Otto II van Arkel, heer van Asperen, Heukelom, Vuren, Lingenstein, Acqoy, Ten Goye en Hagestein (1270-1345). Hij trouwde (1) in 1290 met Agathe van de Lek (1270-1310). Hij trouwde (2) ca. 1320 met een niet bij naam genoemde dochter van Gijsbrecht van der Leck (ook wel genoemd Gijsbert) en Elisabeth Arnoldsdr van Straelen. Uit zijn huwelijk met Agathe zijn 4 kinderen en uit zijn 2e huwelijk zijn 3 kinderen geboren:
    - Otto III van Arkel-Asperen (ca. 1295-Luik, 20 juli 1347) heer van Asperen. Hij trouwde met Aleid van Avesnes (1300-), een dochter van Gwijde van Avesnes (1255-Utrecht, 28 mei 1317) heer van Woerden en Amstel en bisschop van Utrecht van 1301 tot 1317.
      - Aleida van Arkel (1325-9 mei 1366). Zij trouwde in 1345 met Robrecht I van Arkel (1320-Luik, 20 juli 1347) heer van Bergambacht, Renswoude en Berghe. Hij was een zoon van Johan III van Arkel (1267-1324) heer van Arkel en Kunegonde van Virneburg (1280-1328).
      - Elburg van Arkel (1330-) vrouwe van Asperen. Zij trouwde in 1350 met Dirk van Polanen (1325-1410) heer van de Lek. Hij was een zoon van Johan I van Duivenvoorde (Wassenaar, ca. 1285 – Monster, 26 september 1342) vanaf 1326 pandheer van de de Lek en vanaf 1339 pandheer van Breda en heer van Strijen, Drimmelen, Polanen, Niervaart, Geertruidenberg, Castricum en Heemskerk, Baljuw van Woerden, Rijnland, Kennemerland en Westfriesland en Catharina van Brederode (1297-1372) vrouwe van de Lek en Gageldonk.
      - Maria van Arkel (1335-1370). Zij trouwde in 1355 met Johan van Herlaer (1325-1375) heer van Ameide. Hij was een zoon van Dirk van Herlaer (1300-1340) heer van Ameide en Hedwig van Arkel (1310-1340), op haar beurt een kleindochter van Jan Herbaren II van Arkel (ca. 1255 – Sint Pancras, 27 maart 1297) heer van Arkel.

    - Herbaren van Asperen (1295-) heer van Vuren
    - Maria van Arkel (1305-)
    - Aleida van Arkel (1310-)
    - Johan II van Arkel (1320-1373) heer van Arkel en Heukelom. Hij trouwde op 20 november 1353 met Elisabeth van Horne (1326-1360). Zij was een dochter van Willem IV van Horne en Oda van Putten en Strijen (1295 – voor 1336)
      - Elisabeth van Arkel van Heukelum (Heukelum, 1355-). Zij trouwde in 1372 met Jan V van Renesse.
      - Otto III van Arkel heer van Heukelom (1360-1408). Hij trouwde in 1390 met Elisabeth van Lynden vrouwe van Milligen (1365-1415).
        - Johan III van Arkel heer van Heukelom en Lienden (1390-1465). Hij trouwde met Berta van Culemborg. Zij was een dochter van Jan III van Culemborg en Barbara van Gemen.
          - Otto van Arkel van Heukelom heer van Weerdenborch en heer van Heukelom (27 februari 1442 – 12 juni 1503) en Walravina van Broeckhuysen, vrouwe van Weerdenburg, Leijenburg en Ammerzode  (1460 - ca. 1514). 
            - Bertha van Arkel (1480-1558). Zij trouwde met Rutger V van Boetzelaer.

    - Elisabeth van Arkel (1325-). Zij trouwde in 1345 met Johan heer van Langerak en Nieuwpoort (1315-1375). Hij was een zoon van Gijsbert III Uten Goye (1280-) heer van Langerak, op zijn beurt een kleinzoon van Wouter II Uten Goye (1240-1281) en Alverade van Arkel.
    - Gerrit van Arkel (1325-1380) heer van Tull en 't Waal. Hij trouwde in 1355 met Elisabeth van Cuijk (1335-). Zij was een dochter van Johan III van Cuijk (1295-Den Bosch, 13 juli 1357) heer van Cuijck van 1350 tot 1352, en heer van Hoogstraten en Catharina van Berthout (1300-).
      - een niet bij naam genoemde dochter (1355-1378). Zij trouwde in 1375 met Jan van Arkel heer van Rijnesteijn. Hij was een zoon van Jan van Arkel bisschop van Utrecht van 1342 tot 1364 en prins-bisschop van Luik van 1364 tot 1378. Na het overlijden van zijn vrouw trouwde Jan in 1380 met Margaretha Borre van Amerongen (1365-1395). Jan stond bekend als roofridder Jan van Rhijnesteyn. Uit het Kasteel Rhijnestein in Cothen bij Wijk bij Duurstede maakte hij rond 1400 de verre omstreken onveilig en werd gevreesd als vechtjas. Daarnaast was hij raadsheer van Albrecht, graaf van Holland, Henegouwen en Zeeland.

  - Jan van Arkel van Heukelom
  - Herbaren van Arkel van Heukelom (1280-1340), heer van Acqoy. Hij verwekte bij een niet bij naam genoemde vrouw een zoon. In 1305 trouwde hij met Agnes van Mirlaer (1285-).
    - Laurens Herbarensz. van Arkel (1310-1340)
      - Floris Laurens van Arkel (1336-1375) heer van Brouwershaven. Hij trouwde in 1360 met een dochter van Hendriks Ydo Wittens (ca. 1340-)
        - Seger Florisz. van Arkel (1360-1413) heer van Kijfhoek. Hij trouwde met Elisabeth Gijsbertse van Arkel vrouwe van Loon, een dochter van Gijsbert Janse van Arkel.
          - Gijsbert van Arkel (1390-1439) heer van Kijfhoek en Loon
            - Arend van Arkel heer van Kijfhoek
              - Elisabeth van Arkel (1450-1514) vrouwe van Carnisse, ook genoemd Elisabeth van Loon. Zij trouwde met Frank van Praet (1440-1473) heer van Moerkerke en Merwede. Zij werden de ouders van onder andere: Lodewijk van Praet van Moerkerken (1471-1537)
              - Bertha van Arkel (1475-). Zij trouwde in 1493 met Arnold van Werve (1460-Bergen op Zoom, 7 januari 1520) heer van Giessen-Oudkerk. Hij was een zoon van Nicolaas van Werve (1430-Bergen op Zoom, 3 januari 1503) en Magdalena van Halmale (1440-). Petronella van Werve, een dochter van haar trouwde met Johan van Almonde (1485-) heer van Wena. Hij was een zoon van Jacob van Almonde (1445-1506) heer van Wena en Catharina van Eversdijck van Charlois (1450-), naar wier familie in Rotterdam in de Tarwewijk, straten zijn vernoemd.

        - Laurens Florisz. van Arkel (1365-1407) leenman van Vianen en Arkel van 1382 tot 1388.

    - Otto van Arkel (1320-) heer van Acqoy. Hij trouwde met Machteld van Valkenburg (1330-). Zij is de dochter van Johan I van Valkenburg (1280-1356) heer van Heerlen en Susteren en Catharina van Voorne (1305-1366) vrouwe van Born en Sittard
      - Walraven van Arkel (1350-1407) heer van Heukelom
      - Herbaren van Arkel (1355-1417) heer van Acqoy
      - Jutta van Arkel (1360-1395). Zij trouwde in 1386 met Dirk IV van Wisch (1350-1426) heer van Wisch

  - Arnold van Arkel (1283-1343), heer van Leijenburg. Hij trouwde (1) met Geertrui van Wijflit (1290-1320). Hij trouwde (2) in (1325) met Mechteld de Cock van Weerdenburg (1305-), een dochter van Gerard de Cock (1270-6 januari 1339) heer van Weerdenburg en Johanna van Buren (1285-), en daardoor een kleindochter van Rudolf II de Cock. Uit zijn eerste huwelijk zijn onder meer geboren:
    - Johan I van Arkel (1315-na 1348) van 1327 tot 1348 ridder en heer van Leijenburg. Hij bouwde in 1341 het huis Leijenburg. Hij is de stamvader van de tak van Leijenbergh van Schonauwen. Hij trouwde in 1340 met Clementine van Beusichem (1320-1353) vrouwe van Schonauwen. Zij was een dochter van Jan van Beusichem (ca.1277 – november 1321) heer van Culemborg, Maurik en erfschenker van Utrecht en Agnes Pieternel (Petronella) van Zuylen van Abcoude, een dochter van Gijsbrecht II van Zuylen van Abcoude. Johans schoonvader was een zoon van Hubert I van Culemborg en Elisabeth van Arkel, dochter van Jan I van Arkel) en Agnes Pieternel (Petronella) van Zuylen van Abcoude, dochter van Gijsbrecht II van Zuylen van Abcoude.
      - Herbaren van Arkel (1345-1374) heer van Leijenburg.

    - Otto van Arkel (1320-1375) heer van Leijenburg
      - Belia van Arkel (1350-) vrouwe van Leijenburg. Zij trouwde met Gijsbert Heer van Nijenrode (1331-1396) heer en kastelein van Nijenrode, Velsen, De Poel, Muiden, Waterland, Wulvenhorst, perfect van Naarden, baljuw van Kennemerland, Friesland en Nieuburg, Maarschalk van Holland en het Nedersticht

  - Mabelia van Arkel van Heukelom (1285-). Zij trouwde met Willem de Cock van Weerdenburg (1275-1318) heer van Weerdenburg.
- Alverade van Arkel. Zij trouwde met Wouter II Uten Goye (1240-1281) heer van Goye, Hagestein en Langerak.
  - Ghiselbert Uten Goye
- Mabilia
- Mabel, huwde mogelijk met een neef uit het geslacht van der Lede

## Trivia
Willem-Alexander van Oranje Nassau is door het huwelijk Mabelia, een kleindochter van Herbaren, via zijn vader Claus van Amsberg, een afstammeling van dit paar.